# Mesophlebion persquamiferum
Mesophlebion persquamiferum är en kärrbräkenväxtart som först beskrevs av Cornelis Rugier Willem Karel van Alderwerelt van Rosenburgh, och fick sitt nu gällande namn av Holtt. Mesophlebion persquamiferum ingår i släktet Mesophlebion och familjen Thelypteridaceae. Inga underarter finns listade.